# Guntars Krasts
Guntars Krasts (* 16. října 1957, Riga) je lotyšský politik. V letech 1997-1998 byl premiérem Lotyšska, 1995-1997 ministrem hospodářství. 1999-2004 byl členem lotyšského parlamentu, 2004-2009 Evropského parlamentu. Jako premiér byl představitelem nacionalisticko-konzervativní strany Pro vlast a svobodu/LNNK (Tēvzemei un Brīvībai/LNNK), roku 2008 ji však opustil a vstoupil do euroskeptické strany ATBILDĪBA-sociāldemokrātiska politisko partiju apvienība, která má blízko k hnutí Declana Ganleye.